# Ramon Magsaysay (Zamboanga du Sud)
Pour président des Philippines, voir Ramon Magsaysay.
Ramon Magsaysay est une municipalité de la province de Zamboanga du Sud, aux Philippines.
Sa population est de 26 606 habitants au recensement de 2015 sur une superficie de 113,70 km2, subdivisée en 27 barangays.

## Démographie
| Année | Habitants | Évolution |
| ----- | --------- | --------- |
| 1990  | 21 065    | -         |
| 1995  | 22 795    | +1,49%    |
| 2000  | 23 323    | +0,49%    |
| 2007  | 25 321    | +1,14%    |
| 2010  | 26 194    | +1,24%    |
| 2015  | 26 606    | +0,30%    |